# Založnica crnogorska
Založnica crnogorska, prva crnogorska novčarska ustanova.

## Povijest
Osnovana 10. prosinca 1864. na Cetinju, a prvi je vlasnik bio veliki vojvoda Mirko Petrović, otac kneza/kralja Nikole I. Petrovića. 
Uz godišnju kamatu od 8% Založnica crnogorska je davala zajmove za zalogu predmeta s vrijednostima (oružje, nakit, nekretnine rjeđe). 
U razdoblju od 1864. do 1870. odobreno je 828 zajmova u vrijednosti 57921 fiorina a ukupan je interes iznosio 1910 fiorina. 
Zajmove su poglavito uzimali crnogorski glavari, a obični Crnogorci vrlo rijetko.
Ravnatelj Založnice crnogorske bio je Ilija Ramadanović.
Poslovala je do 1870. kada je ukinuta. Založnica crnogorska bila je veoma značajna za razvoj financijskoga tržišta u Crnoj Gori.

## Vanjske poveznice
Crnogorski tajkuni kroz historiju  Arhivirana inačica izvorne stranice od 19. prosinca 2007. (Wayback Machine)